# Понти, Джо
Джо По́нти, Джио По́нти (итал. Giò Ponti), полное имя Джованни Понти (1891—1979) — итальянский архитектор, основатель итальянского дизайна, публицист. Понти был одной из центральных фигур в архитектурном возрождении Италии в XX веке.

## Биография
Родился в Милане в 1891 году. Во время Первой мировой войны участвовал в военных действиях и был удостоен военных наград и звания капитана. В 1921 году Понти окончил архитектурный факультет Миланского политехнического университета. В том же году женился на Джулии Вимеркатти, у них родились четверо детей и восемь внуков.

## Профессиональная деятельность

### Архитектура
После окончания университета Понти открыл своё первое архитектурно-дизайнерское бюро вместе с компаньонами Мино Фиоччи и Эмилио Ланчиа. С последним он в дальнейшем создал тандем Studio Ponti e Lancia. В 1920-х Понти активно сотрудничает с группой художников Новеченто. В эти годы архитектор работает над проектами Via Randaccio в Милане (1925), Bouilhet villa в Гарше близ Парижа (1926), Монумент павшим 5 совместно с членом Новеченто Джованни Муцио (1929), апартаменты Casa Rasini и комплекс Domus Julia-Domus Fausta в Милане (1930).
В 1933 году Понти закончил сотрудничество с Ланчиа и открыл Studio Ponti-Fornaroli-Soncini с инженерами Антонио Форнароли и Эудженио Сончини, которая просуществовала до 1945 года. Их первым крупным заказом стала штаб-квартира химической компании Монтекатини в 1936 году, за ним последовали офисы Fiat, Палаццо дель Бо и Палаццо дель Ливиано для Падуанского университета, который Понти собственноручно украсил фресками.
В 1950 году Понти получил заказ на постройку башни Пирелли вместе с Пьером Луиджи Нерви и Артуро Дануссо. Башня стала первым небоскрёбом в Милане. Её сооружение началось в 1956 году.
В 1951 году архитектор сконструировал офис для IINA (Istituto Nazionale per le Assicurazione). В 1952 году Понти начал сотрудничать с Альберто Росселли (Studio Ponti-Fornaroli-Rosselli, P.F.R.: 1952—1976), после его смерти продолжил сотрудничество с Форнароли. С 1953 по 1957 годы Понти воплотил в жизнь Hotel della Città et de la Ville и Centro Studi Fondazione Livio e Maria Garzanti в Форли по заказу известного итальянского публициста Альдо Гарцанти. В 1956 году Джио Понти вместе с Гуальтьеро Гальманини, Джордано Форти и Пьеро Порталуппи участвовали в расширении Политехнического университета Милана. Это расширение включало строительство новой Университетской школы архитектуры и дизайна, проект, который стал важным шагом в развитии архитектурного образования в Милане.
После окончания строительства башни Пирелли Понти начали поступать заказы со всего света: Каракас, Багдад, Гонконг, Эйндховен; в 1971 году заказ от Денверского музея искусств. В 1960-х Понти построил ряд церквей в Милане.

### Промышленный дизайн
Дизайнерский дебют Понти состоялся в 1923 году на первой Биеннале декоративных искусств в Монце. В 1923—1930 годах дизайнер работал на мануфактуре фарфора Джинори в Милане.
В 1932 году Джо Понти и Луиджи Фонтана основали фабрику Fontana Arte (ит.), которая занимается изготовлением светильников. Многие проекты Понти выпускаются фабрикой до сих пор.
Среди других работ Понти можно отметить:
- отделка магазинов Rinascente под названием Domus Nova
- керамические изделия: фарфор, майолика, сантехника
- кресла: как и другие дизайнеры, Понти работал на компанию Cassina (ит.)[8], для которой создал модели стульев Distex и очень популярного Superleggera. Также весьма популярным был диван Due Foglie
- стеклянные бутылки для различных компаний, например, Venini
- лампы для компаний Venini, Artemide, Fontana Arte. Модель Billia выглядит довольно современной даже в наше время.

### Другое
- В 1928 году Понти основал журнал Domus, который является одним из первых архитектурных журналов. С 1941 года Понти оставил пост главного редактора журнала, однако в 1948 вернулся на пост и оставался редактором до конца жизни.
- В 1941—1947 годах работал над журналом Stile
- С 1936 по 1961 Понти читал лекции по архитектуре в родном университете

## Награды и отличия
- Шведский Орден Васы в 1934
- Приз Национальной академии деи Линчеи за заслуги в художестве
- Золотая медаль Парижской Академии архитектуры (фр.)
- Докторская степень Королевского колледжа искусств в Лондоне

## Галерея

Башня Пирелли. 1955-1961. Милан
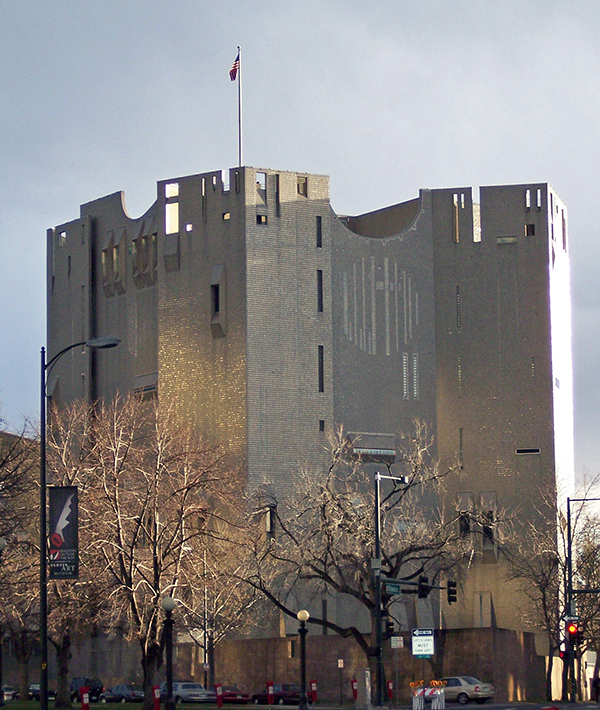
Денверский музей искусств. 1970-1971
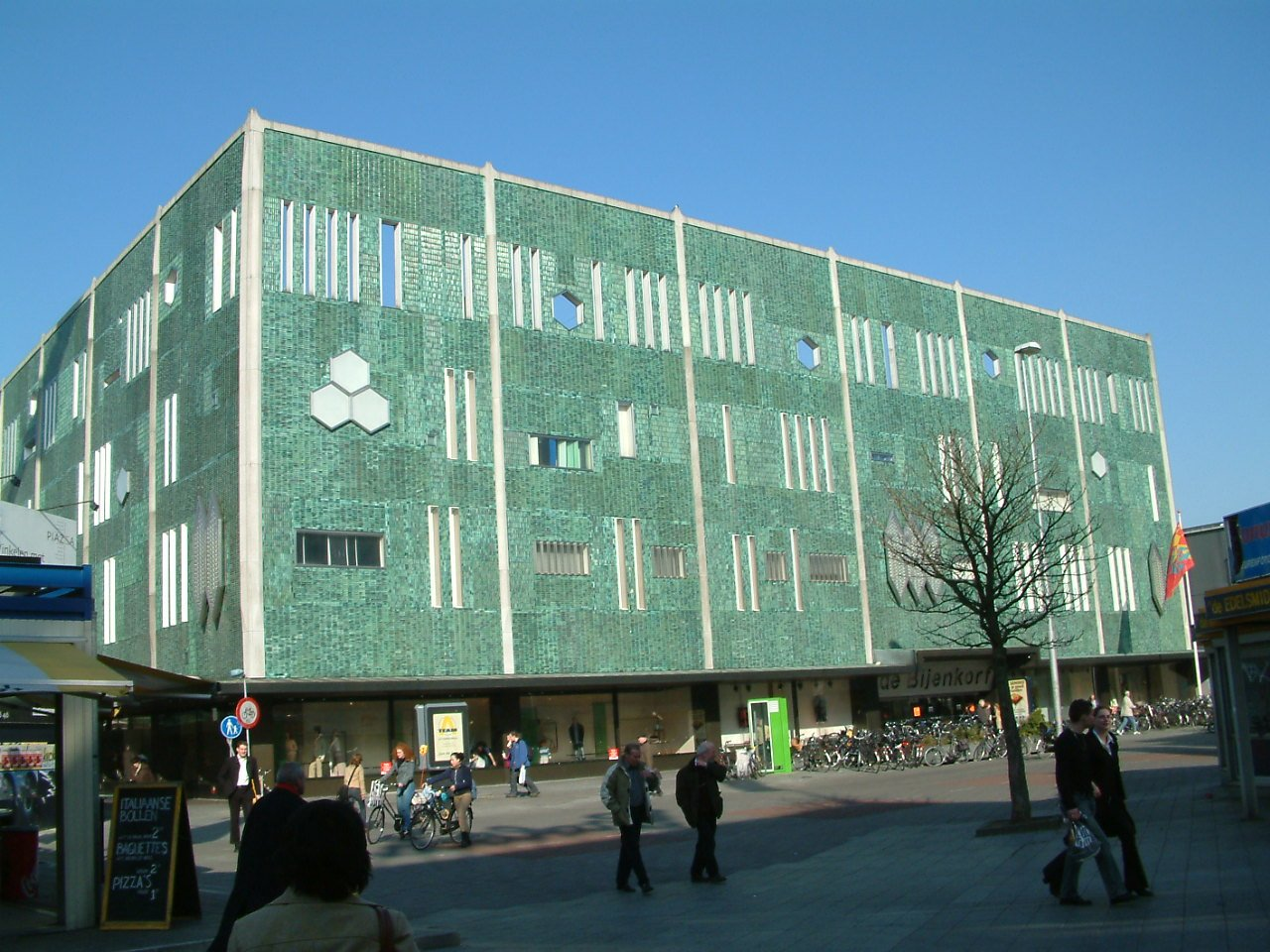
Здание магазина в Эйндховене
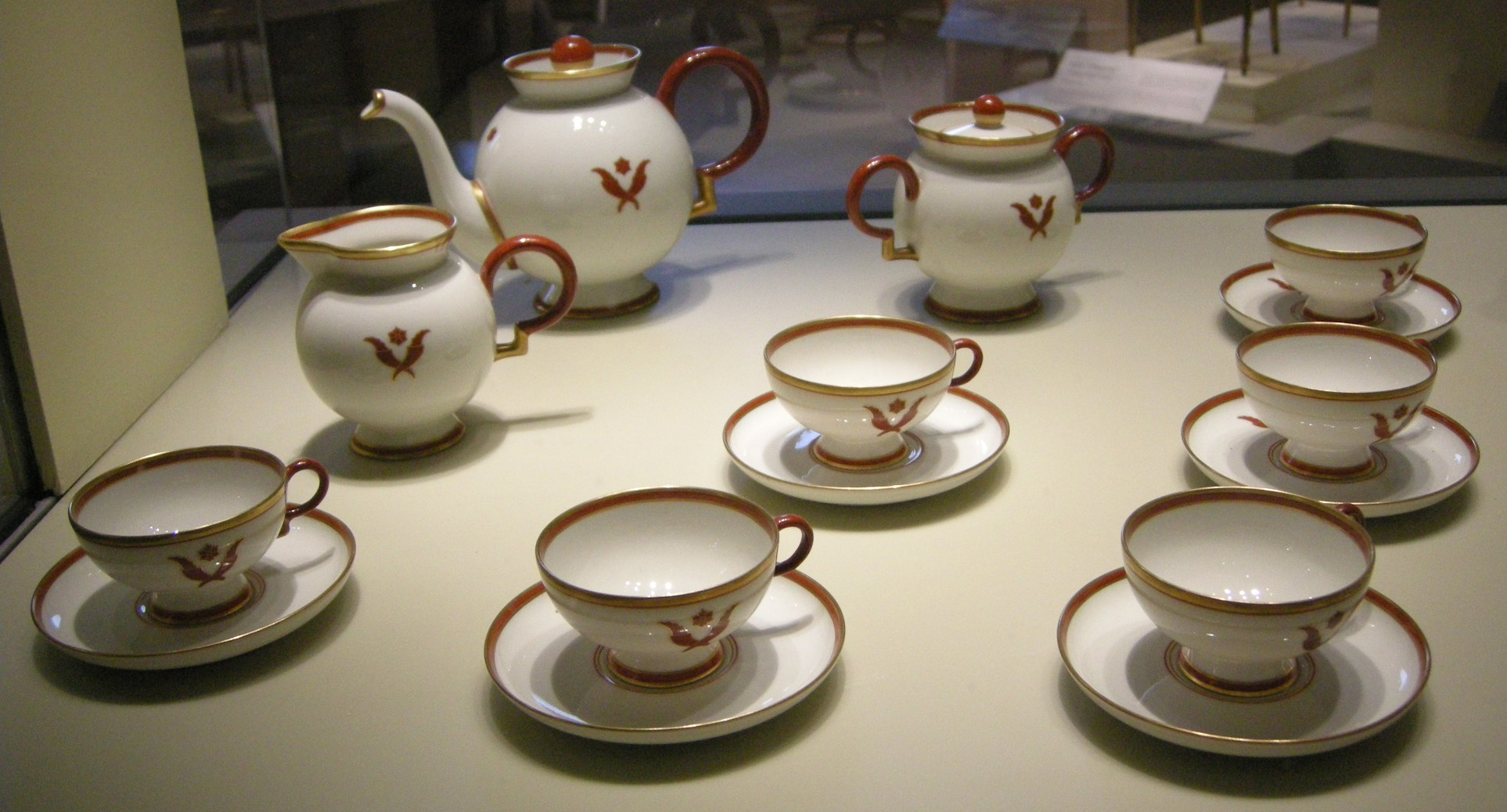
Кофейный сервиз из фарфора производства фабрики Джинори-Доччья
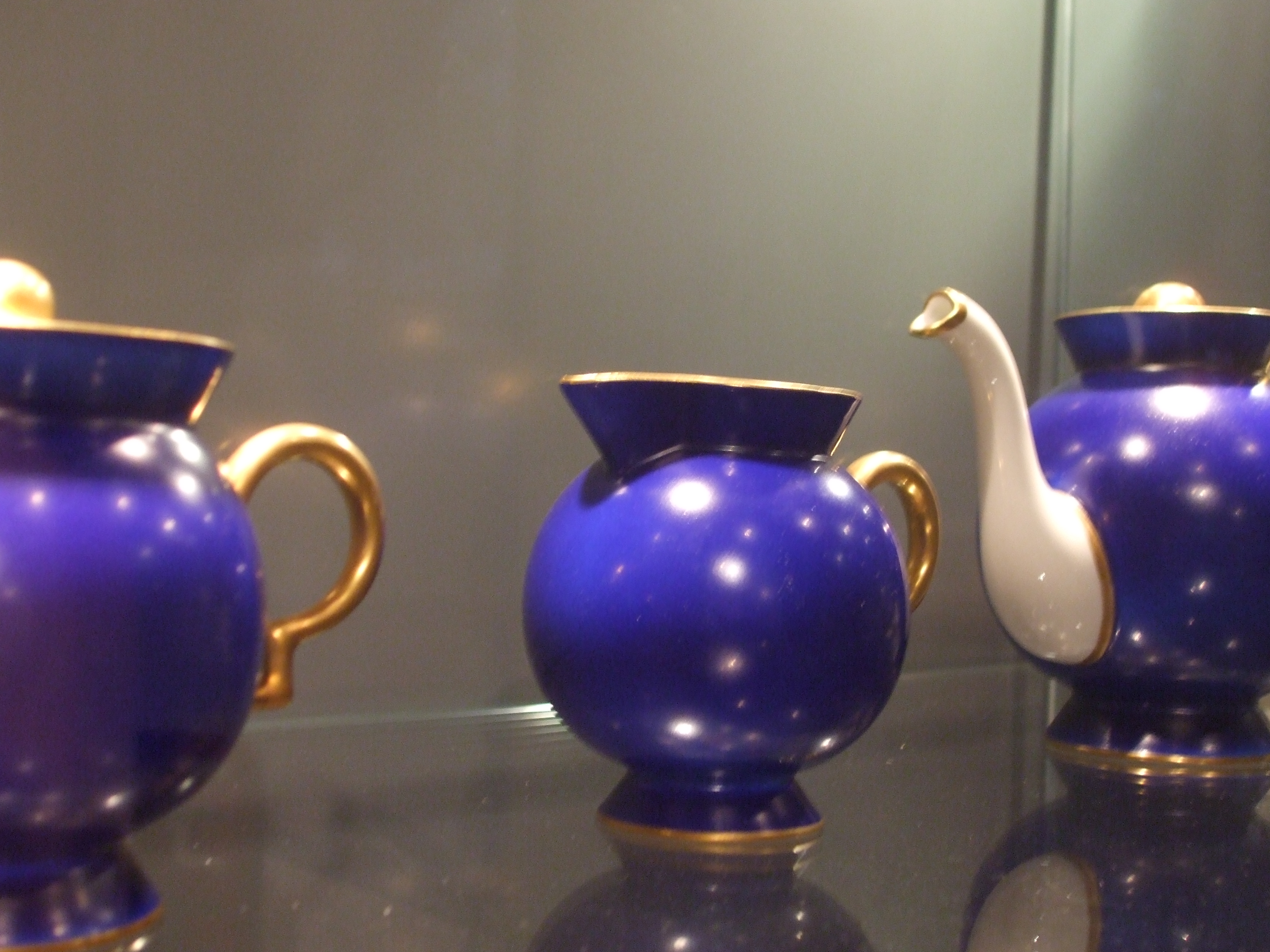
Чайный сервиз производства фабрики Джинори-Доччья
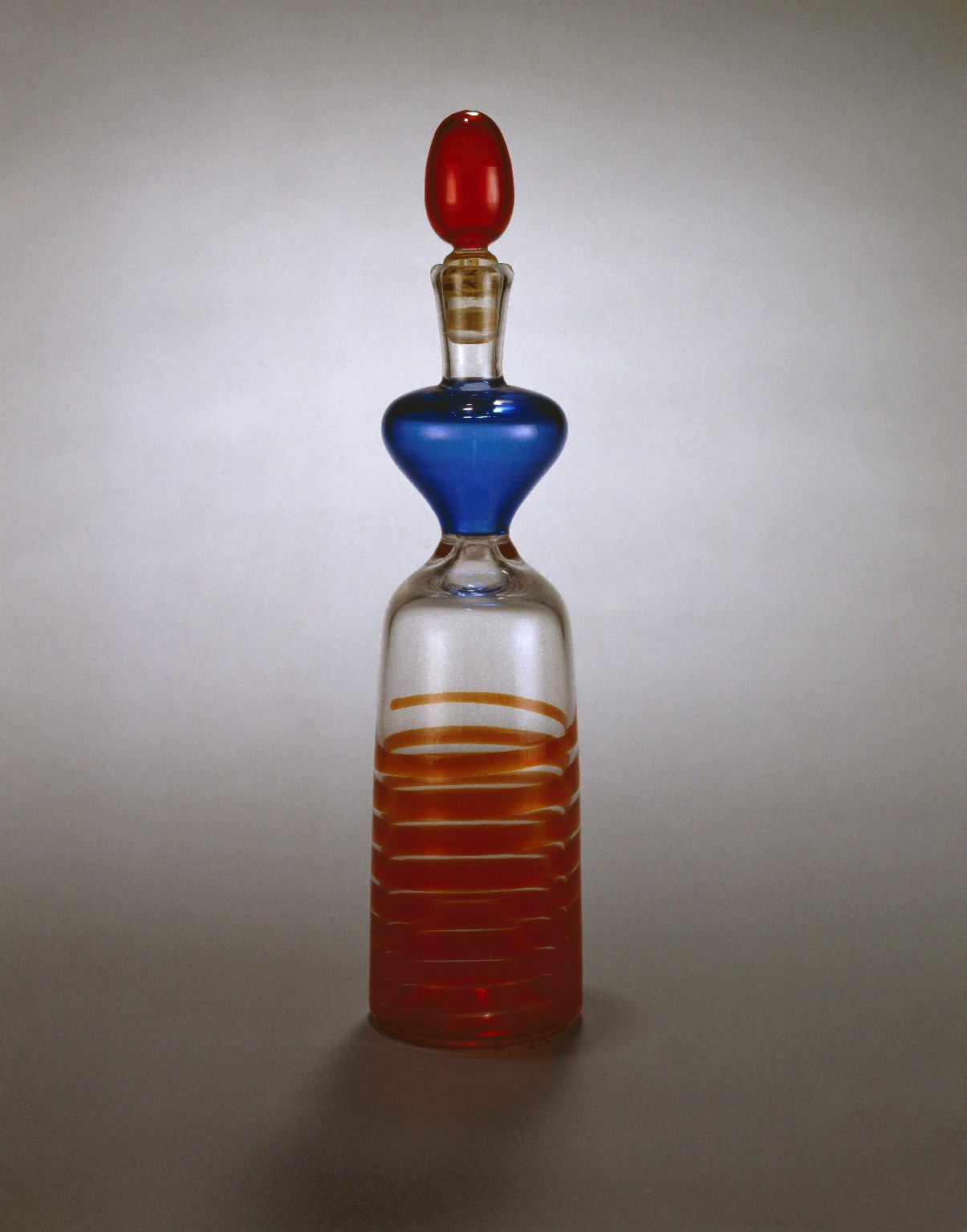
Бутыль с пробкой. 1949
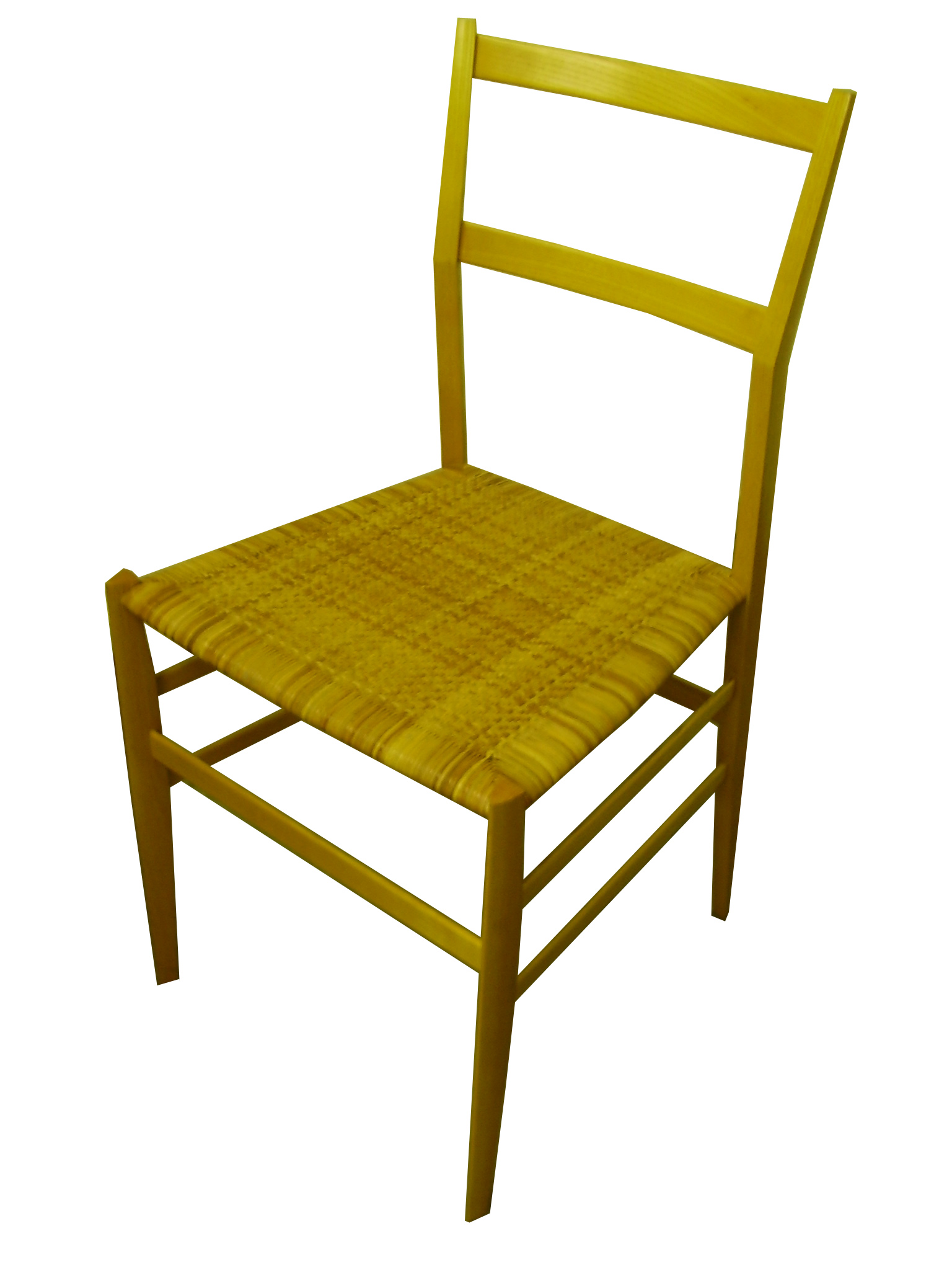
Стул «Superleggera» производства Cassina. 1955
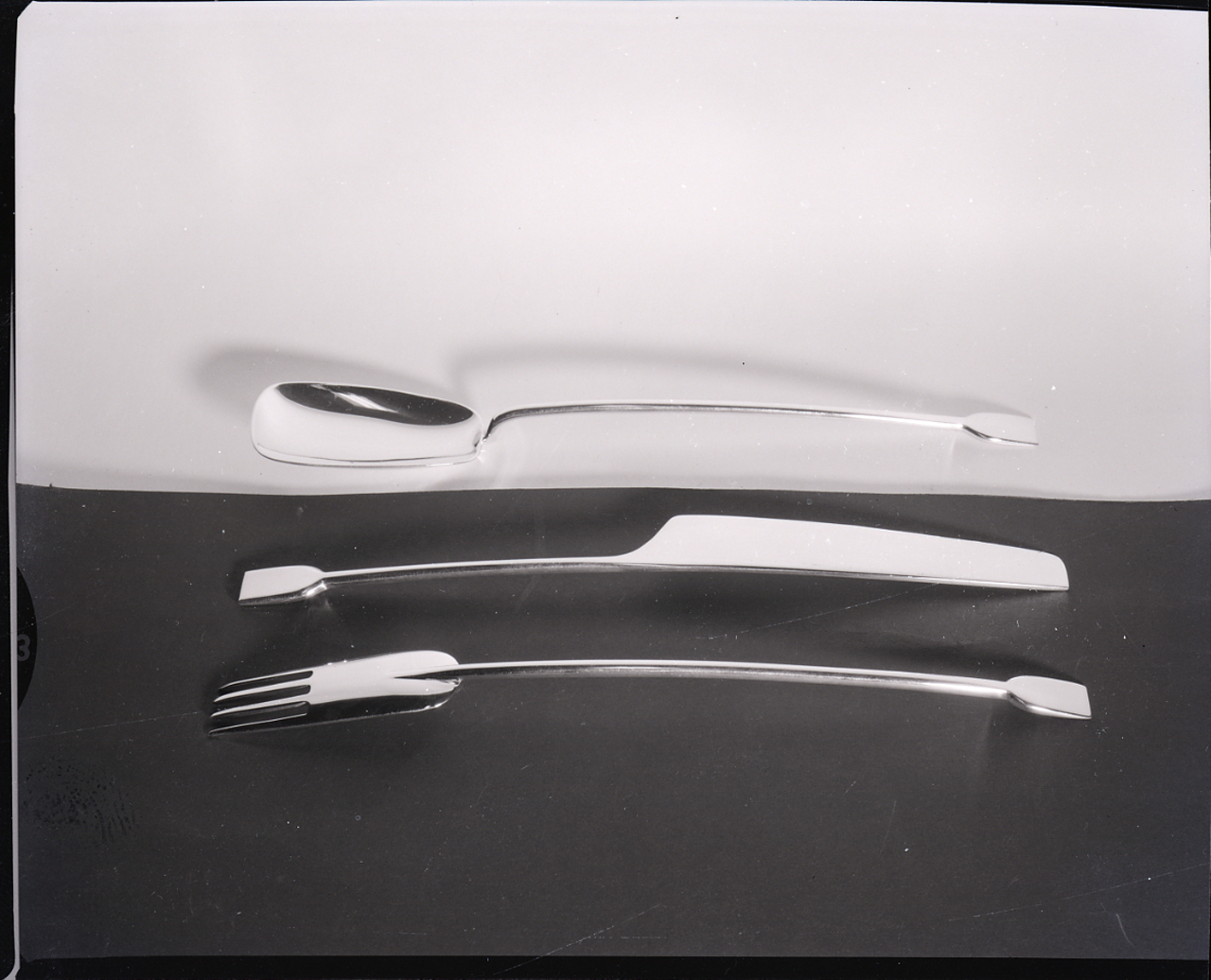
Столовые приборы. 1955-1960
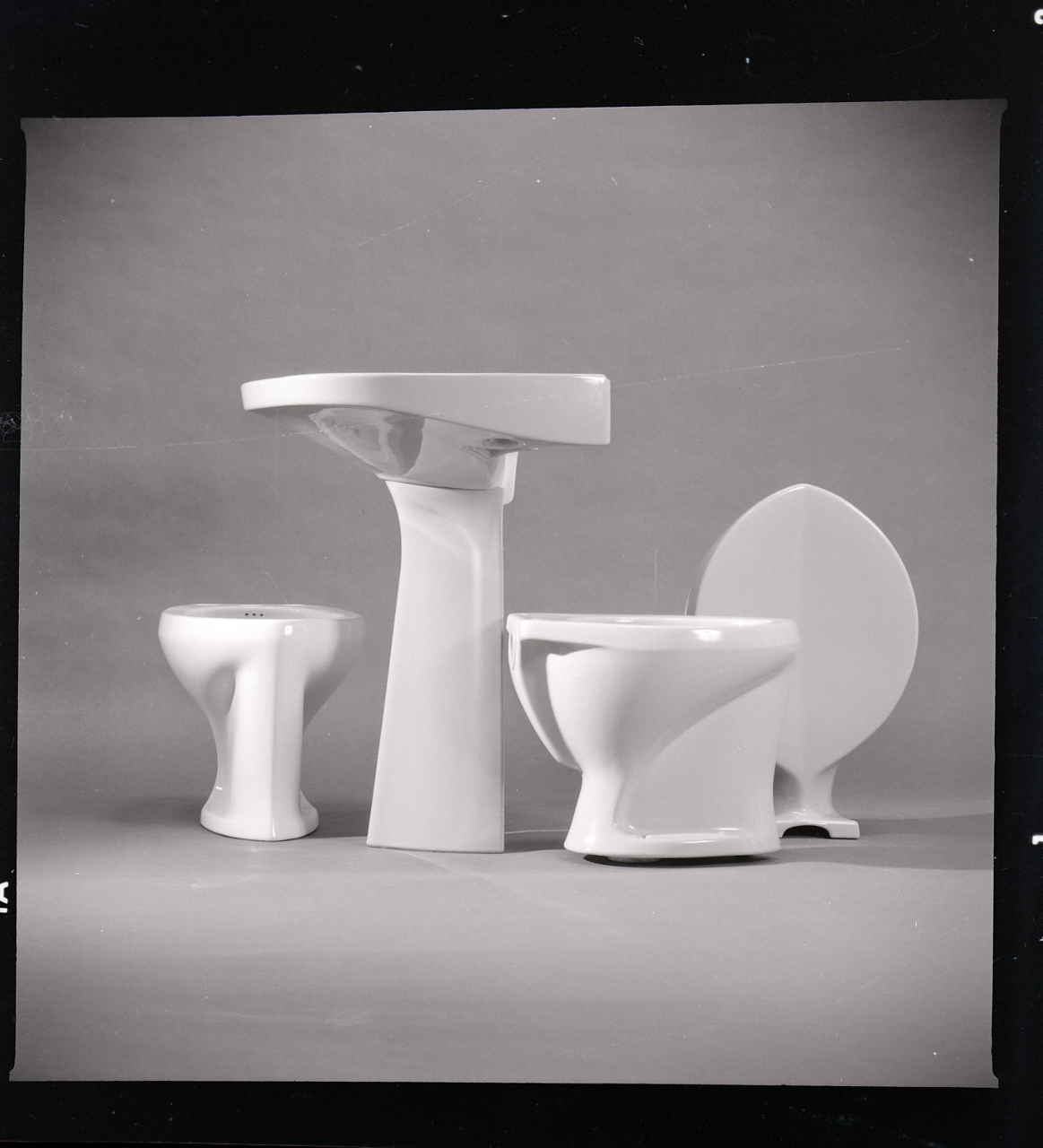
Сантехнические приборы производства Ideal Standard (англ.). 1954